# Laurent Pardo
Pour les articles homonymes, voir Pardo.
Pas d'image ? Cliquez ici

a Compétitions nationales et continentales officielles uniquement.

b Matchs officiels uniquement.
Dernière mise à jour le 26 décembre 2023.
Laurent Pardo, né le 19 février 1958 à Bayonne (Pyrénées-Atlantiques), est un joueur international français de rugby à XV évoluant aux postes d'ailier ou d'arrière.
Il est sélectionné en équipe de France de 1980 à 1985. Il a évolué avec l'Aviron bayonnais, le Racing Club de France et l'AS Montferrand. Il devient par la suite vice-président du Stade hendayais.

## Carrière

### En équipe de France
Il a disputé son premier test match le 8 novembre 1980, contre l'équipe d'Afrique du Sud, et son dernier test match fut contre l'équipe d'Argentine, le 29 juin 1985.

### Avec les Barbarians
Le 15 mai 1981, il joue le deuxième match de l'histoire des Barbarians français contre Crawshay's à Clermont-Ferrand. Les Baa-Baas l'emportent 34 à 4. Le 7 novembre 1981, il joue de nouveau avec les Barbarians français contre la Nouvelle-Zélande à Bayonne. Les Baa-Baas s'inclinent 18 à 28.
Deux ans plus tard, le 23 novembre 1983, il est invité une nouvelle fois avec les Barbarians français pour jouer contre l'Australie à Toulon. Les Baa-Baas s'inclinent 21 à 23. L'année suivante, ils jouent, le 1er septembre 1984, contre les Harlequins au Stade de Twickenham (Les Baa-Baas l'emportent 42 à 20) puis, le 1er novembre 1984, contre une équipe du Bataillon de Joinville à Grenoble (Les Baa-Baas l'emportent 44 à 22).
Le 22 octobre 1985, il joue avec les Barbarians français contre le Japon à Cognac. Les Baa-Baas l'emportent 45 à 4. Le 10 mai 1986, il est encore invité avec les Barbarians français pour jouer contre l'Écosse à Agen. Les Baa-Baas l'emportent 32 à 19. Le 11 novembre 1986, il joue avec les Barbarians français contre la Nouvelle-Zélande à La Rochelle. Les Baa-Baas s'inclinent 12 à 26.
Le 19 juin 1993, il est invité pour jouer avec les Barbarians français contre le XV du Président pour le Centenaire du rugby à Grenoble. Les Baa-Baas s'imposent 92 à 34.

## Palmarès

### En club

#### Avec Bayonne
- Championnat de France de première division :
  - Vice-champion (1) : 1982
- Challenge Yves du Manoir :
  - Vainqueur (1) : 1980

#### Avec Montferrand
- Challenge Yves du Manoir :
  - Finaliste (1) : 1985

### En équipe de France
- 14 sélections (+ 3 non officielles)
- 3 essais (12 points)
- Sélections par année : 2 en 1980, 5 en 1981, 3 en 1982, 1 en 1983, 3 en 1985
- Tournois des Cinq Nations disputés : 1981, 1982, 1985
- Grand Chelem en 1981 : il a disputé les quatre matchs et marqué deux essais pendant ce tournoi, dont un important lors du match décisif contre l'équipe d'Angleterre